# Малая Нёбъю
Малая Нёбъю или Малая Нёбью (устар. Малая Нёб) — река в России, течет по территории Корткеросского района Республики Коми. Правый приток (правая составляющая) Нёбъю. Устье реки находится на высоте 111 м над уровнем моря в 62 км по правому берегу реки Нёбъю. Длина реки составляет 18 км.

## Данные водного реестра
По данным государственного водного реестра России относится к Двинско-Печорскому бассейновому округу, водохозяйственный участок реки — Вычегда от истока до города Сыктывкар, речной подбассейн реки — Вычегда. Речной бассейн реки — Северная Двина.
Код объекта в государственном водном реестре — 03020200112103000017337.